# Adalbert I. von Saarbrücken

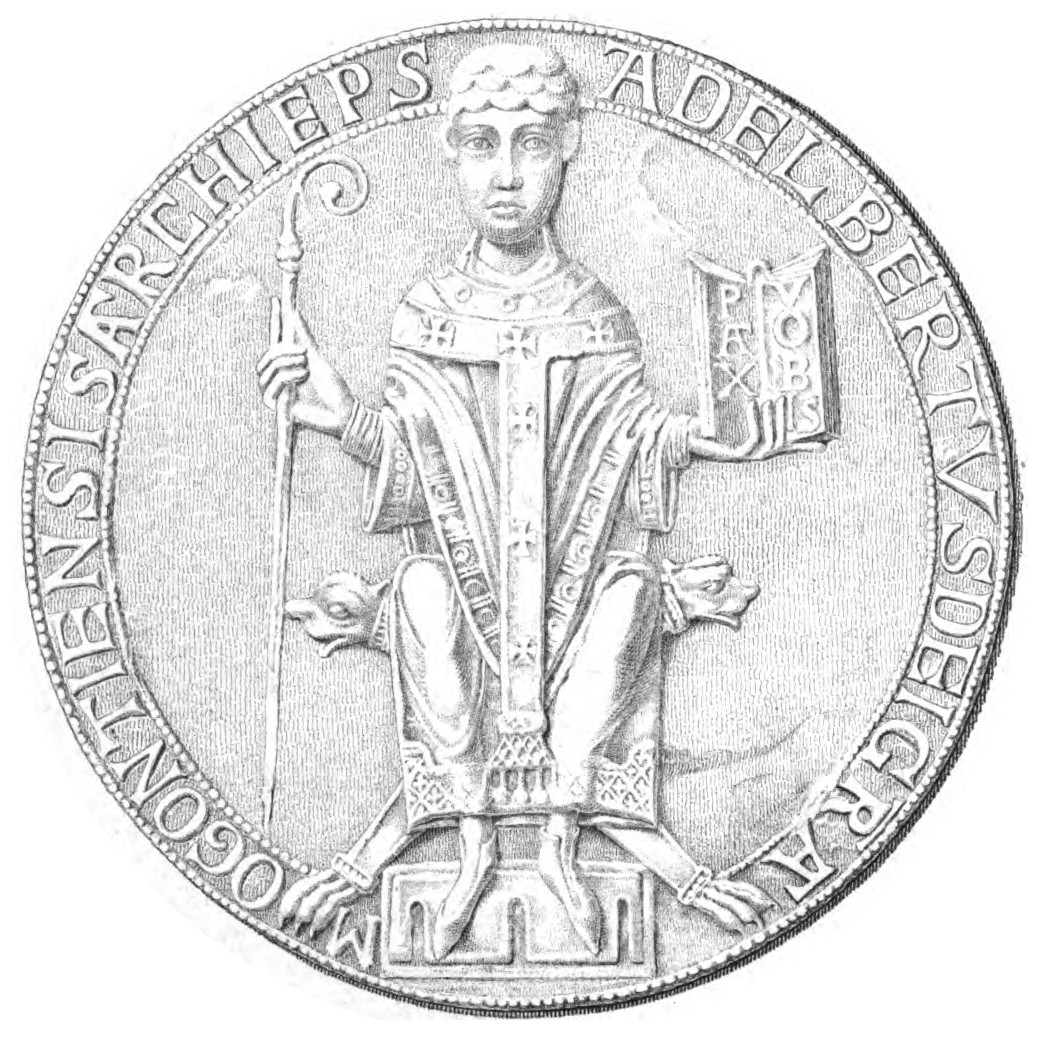
Zeichnung des Siegels von Erzbischof Adalbert I. von Saarbrücken auf der zwischen 1174 und 1211 gefälschten Gründungsurkunde von Kloster Eberbach

Adalbert von Saarbrücken (* im 11. Jahrhundert; † 23. Juni 1137) war Kanzler Heinrichs V. und von 1111 bis 1137 Erzbischof von Mainz.

## Leben

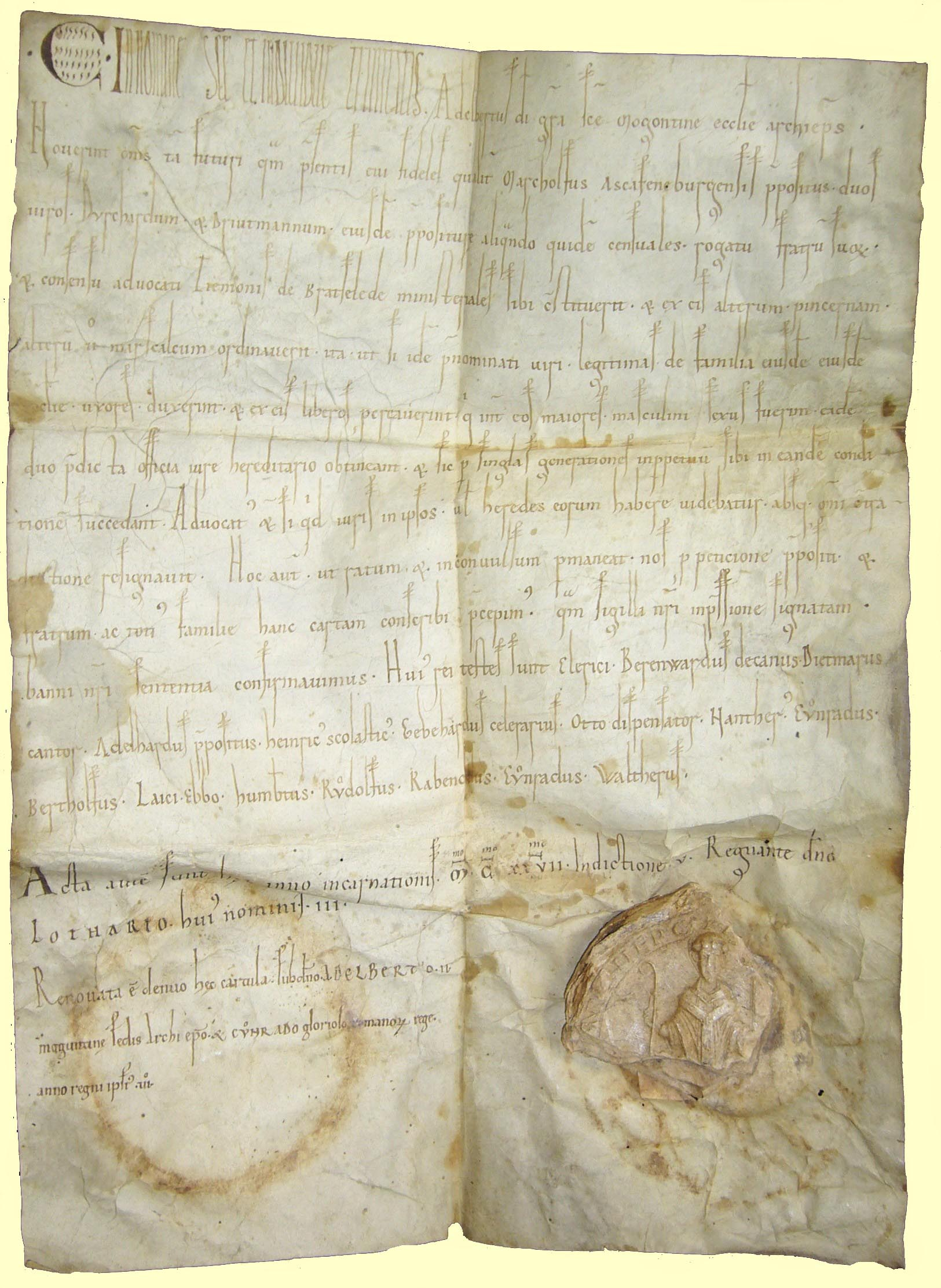
Urkunde Adalbert I. von Saarbrücken

Adalbert war der Sohn des Grafen Siegbert von Saarbrücken aus der Familie der Saargaugrafen. Seine Brüder waren der Graf Friedrich von Saarbrücken und der Speyerer Bischof Bruno von Saarbrücken. Er war vermutlich einer der Adligen, die Heinrich V. gegen dessen Vater, Heinrich IV., unterstützten. Dadurch kam er in direkten Kontakt mit dem zukünftigen Regenten. Am 14. Februar 1106 berichten die Quellen erstmals, dass Adalbert Kanzler Heinrichs V. war. Im gleichen Jahr wurde er Propst des Cyriakusstifts in Neuhausen bei Worms.
Nach der zwangsweisen Abdankung Heinrichs IV. und dem Tod des Mainzer Erzbischofs Ruthard betrieb der neue König Heinrich V. daher die Investitur Adalberts auf den Mainzer Erzstuhl, der seit 1108 bereits als Propst am Aachener Marienstift eingesetzt war. Im Frühjahr 1110 ernannt, wurde er jedoch erst am 15. August 1111 mit Mitra und Stab investiert. Die Bischofsweihe erhielt er gar erst am 26. Dezember 1115.
Zum Zeitpunkt seiner Weihe war aus dem Freund Heinrichs V. allerdings schon ein erbitterter Gegner geworden. Als Kanzler des Königs reiste Adalbert 1109/1110 mit einer Gesandtschaft nach Rom, wo Heinrich V. seine Kaiserkrönung erreichen und außerdem das Investiturproblem lösen wollte. Der König und Papst Paschalis II. schlossen am 4. Februar 1111 einen geheimen Vertrag, nach dem der Kaiser zwar auf die Investitur von Bischöfen verzichten sollte, gleichzeitig sollten jedoch alle Reichsbischöfe unter Banndrohung die vom Reich erhaltenen Regalien (also alle Rechte und Privilegien: Münzrecht, Zollrecht, Marktrecht, Stadtherrschaften, Gerichtsbarkeiten und weitere) und Güter zurückgeben. Ein solcher Vertrag konnte naturgemäß nicht im Sinne der Fürsten sein, und so kam es auch zu einem entsprechenden Aufstand, als der geheime Vertrag wenig später bekannt wurde. Es wurden daraufhin neue Verhandlungen angesetzt, allerdings weigerte sich nun der Papst, den Vertrag (der ihm allein die Investitur sicherte) wieder rückgängig zu machen. Daraufhin nahm Heinrich V. den Papst mit Zustimmung Adalberts kurzerhand gefangen. Nur unter dem Zwang, Heinrich die Investitur und die Kaiserkrönung zu garantieren, wurde der Papst wieder freigelassen. Dieser Zwangsfriede hatte natürlich keinen langen Bestand.
Im Sommer 1112 kam es zum Bruch zwischen Adalbert und Heinrich. Die Gründe dafür liegen wohl in der Forderung Adalberts nach der Reichsburg Trifels für sich.
Heinrich V. zögerte ob des Seitenwechsels nicht lange und ließ den abtrünnigen Fürsten noch 1112 auf der Reichsburg Trifels gefangen nehmen. Nach drei Jahren zwang ein Aufstand der Mainzer Bürger den Kaiser, Adalbert wieder freizulassen. Prompt exkommunizierte der wieder freie und mittlerweile zum Erzbischof geweihte Fürst den Kaiser an Weihnachten 1115 auf einer Synode in Köln. Für die Bürger der Stadt Mainz hatte die Konfrontation ihres Erzbischofs mit dem Regenten Vorteile: Weil Adalbert kaisertreuen Fürsten schaden wollte, erließ er 1119 bzw. 1122 ein Freiheitsprivileg für die Mainzer Bürger, das diese von auswärtigen Steuern und Gerichtsbarkeiten befreite.
Auf Adalbert geht die Gründung eines Augustiner-Chorherrenstifts 1116 zurück, aus dem sich später das Zisterzienserkloster Eberbach entwickelte.
1117 erhielt Adalbert das Pallium, 1119 wurde er zum päpstlichen Legaten für Deutschland ernannt. Er war weiter der führende Kopf der Opposition gegen den Kaiser. Als letzterer und Papst Calixt II. ab Anfang 1122 auf einen Kompromiss im Investiturstreit zusteuerten, forderte der Papst den Erzbischof auf, an einem Frieden zwischen Reich und Kirche mitzuarbeiten. Dieser wurde am 23. September 1122 mit dem später so genannten Wormser Konkordat beschlossen. Dieser Vertrag bestand aus zwei Urkunden, einer mit den Zusagen des Kaisers an den Papst (Heinricianum) – dieses Dokument ist in den Vatikanischen Archiven erhalten – und Adalbert führt darin die Zeugenliste an. Eine zweite Urkunde übergaben die päpstlichen Legaten dem Kaiser (Calixtinum). Dieses Dokument ist nicht erhalten und nur durch Abschriften bekannt, die die Unterschriften nicht wiedergeben.
Adalbert wirkte weiter in der Reichspolitik. 1125 verhinderte er bei der Wahlversammlung in Mainz die Wahl des Herzogs Friedrich II. von Schwaben, eines Neffen Heinrichs V., zum König. Stattdessen erreichte er die Wahl Lothars von Supplinburg zum neuen König. Dies bewahrte die Tradition der Königswahl, die zuletzt unter Druck geraten war. Allerdings hatten die Mainzer nun die Staufer gegen sich, die in den folgenden Jahrzehnten immer mächtiger wurden.
Im Schisma von 1130 verhielt sich Adalbert zunächst zurückhaltend, trat dann aber mit den meisten anderen deutschen Bischöfen auf die Seite von Papst Innozenz II.
Der Erzbischof löste die Dienstbarkeit der Inhaber erzbischöflichen Eigentums wie Gebäude und Äcker durch einen Erbzins ab und machte sie zu freien Leuten. Der Zins war in gängiger Münze zu bezahlen. Später wurde  dann mit sogenannten Freipfennigen, die noch bis ins 17. Jahrhundert geprägt wurde, der Freizins beglichen.
Am 23. Juni 1137 starb der Erzbischof. Er wurde in der von ihm erbauten, neben dem Mainzer Dom befindlichen Gotthardkapelle (St. Godehard) begraben, die jahrhundertelang Palastkapelle der Mainzer Erzbischöfe war. Sein Grab wurde 1850 wiedergefunden.